# Albano Roe
Albano Bartolomeo Roe (Bury St Edmunds, 20 luglio 1583 – Tyburn, 21 gennaio 1642) è stato un presbitero e monaco cristiano inglese; martirizzato sotto Carlo I, è venerato come santo dalla Chiesa cattolica ed è ricordato come uno dei santi quaranta martiri di Inghilterra e Galles.

## Biografia

### Giovinezza
Nacque a Bury St Edmunds, nell'Inghilterra orientale. Fu battezzato col nome di Bartolomeo. La sua famiglia era protestante e fu educato nell'anglicanesimo, come suo fratello Giacomo (James). Da studente a Cambridge ebbe un'esperienza che anticipò un cambiamento completo della sua vita. Aveva saputo che era stato rinchiuso in prigione un cattolico. Andò a parlargli per convincerlo a convertirsi all'anglicanesimo, confidando di essergli superiore in cultura ed eloquenza. Lo era, ma l'uomo con molta semplicità fece crollare le sue tesi. Uscì molto turbato dal colloquio ed iniziò a documentarsi sulle verità del cattolicesimo. 

### Monaco benedettino
Raggiunta la convinzione che la vera fede è quella cattolica, nel 1607 si convertì. Successivamente s'iscrisse al Collegio inglese di Douai, nelle Fiandre. Studiò con profitto, ma il suo atteggiamento di contestazione delle regole non fu gradito ai superiori, che lo ritenevano un elemento turbativo dell'armonia tra gli studenti. Nel 1610 fu sospeso temporaneamente, ma riuscì abilmente a discolparsi chiamando a testimoniare in suo favore alcuni studenti, sui quali aveva raggiunto un forte ascendente.
Finita l'esperienza al Collegio di Douai, nel 1613 Bartolomeo dovette decidere quale sarebbe stato il suo futuro: monaco contemplativo oppure missionario. Optò per questa seconda scelta e in quell'anno entrò nel monastero benedettino di San Lorenzo di Dieulouard, in Lorena, dove viveva una comunità di inglesi. L'anno dopo espresse i voti solenni assumendo il nome di Albano. Dopo l'ordinazione sacerdotale, partì missionario per l'Inghilterra. Fu inviato dai superiori a Londra. Per quattro anni svolse il suo ministero ad gentes finché nel 1618 venne arrestato e rinchiuso nel nuovo carcere di Maiden Lane. Restò in prigione per ben cinque anni. Fu liberato grazie all'intervento dell'ambasciatore spagnolo, il conte Gondomar che, avendo saputo che re Giacomo I stava per concedere un'amnistia, fece inserire il nome del benedettino nell'elenco dei beneficiati.
Esiliato, si trasferì nel convento benedettino di Douai, ma dopo appena quattro mesi riattraversò la Manica. Fu nuovamente scoperto due anni dopo. Venne rinchiuso nel carcere di Saint Albans, dove per le terribili condizioni di sussistenza credette di morire di fame e di freddo. Grazie all'aiuto di alcuni compagni, fu trasferito a Londra (Fleet Prison), dove visse in condizioni più umane. La reclusione durò ben quindici anni. Di temperamento forte e orgoglioso, Roe riuscì a convincere le guardie carcerarie che avrebbe sempre seguito le regole della prigione. In cambio ottenne di poter ricevere visite da fedeli cattolici e di uscire dal carcere promettendo sulla parola di rientrare al tramonto. Quando usciva dal carcere si recava spesso nei luoghi di ritrovo della gente (osterie, bische, ecc.) per predicare. Ciò era permesso a quel tempo dalle Costituzioni della Congregazione benedettina d'Inghilterra; se padre Albano vinceva al gioco non incassava denaro, ma chiedeva allo sconfitto di recitare brevi preghiere. Riuscì a far tornare all'«antica fede» numerose anime, compresi il fratello Giacomo, che divenne benedettino, e una sorella che si fece suora. Si dedicò anche alla traduzione dal latino di alcuni trattati religiosi: alcuni furono stampati, altri rimasero manoscritti. Durante la lunga detenzione la sua salute fu minacciata dalla calcolosi, a causa della quale dovette essere operato quattro volte.

### Processo e condanna a morte
Nel 1641 fu approvata una legge che riduceva la possibilità di concedere permessi di uscita ai carcerati. Roe fu trasferito nella dura prigione di Newgate e il 19 gennaio 1642 venne portato in giudizio. Il principale testimone d'accusa era un cattolico rinnegato che conosceva padre Albano poiché era stato aiutato da lui in passato. Il benedettino fu condannato a morte per alto tradimento, capo d’imputazione architettato ad hoc per condannare i cattolici.
La sentenza rimase sospesa per alcuni giorni, durante i quali padre Alban pregò assiduamente. La sua rispettabilità e notorietà portò molti ad andarlo a visitare per ricevere la sua benedizione. Un visitatore riuscì a portargli il necessario per consentirgli di celebrare la Santa Messa in cella. La mattina del 21 gennaio 1642 padre Alban celebrò in cella la sua ultima Messa. Dopo la benedizione finale salutò i presenti dicendo:
Poi, Albano ed il sacerdote Thomas Reynolds (oggi beato) furono portati a Tyburn per l'esecuzione. Poiché gli venne impedito di parlare alla folla, si rivolse pubblicamente allo sceriffo chiedendogli conferma del fatto che, da condannato a morte, se abiurava avrebbe avuto salva la vita. Lo sceriffo confermò. Allora, rivolto alla folla perché lo sentisse, padre Albano dichiarò:
La condanna a morte fu eseguita tramite impiccagione, sventramento e squartamento.
L'ambasciatore spagnolo Egmont riuscì ad avere gran parte dei resti del martire, che portò in Spagna. Un pezzo di tela del grembiule del boia, intriso del sangue del santo monaco, è oggi conservato nell'Abbazia di Downside, appartenente ai Benedettini.

## Culto
Albano Roe fu dichiarato venerabile nel dicembre 1929 da papa Pio XI e beatificato una settimana dopo, il 15 dicembre. Fu canonizzato il 24 ottobre 1970 da papa Paolo VI come uno dei santi quaranta martiri di Inghilterra e Galles con memoria liturgica comune il 25 ottobre. Tuttavia egli viene anche celebrato il 21 gennaio, giorno del suo martirio (dies natalis).
Le comunità benedettine di St. Lawrence e St. Edmund tornarono in Inghilterra alla fine del XVIII secolo, durante lo scoppio della rivoluzione francese. La comunità di St. Lawrence si stabilì nello Yorkshire in quella che fu denominata abbazia di Ampleforth mentre quella di St. Edmund si stabilì a Woolhampton, vicino a Reading, nell'abbazia di Douai.